# Johan Munck
Johan Munck, född 7 februari 1943 i Malmö Sankt Petri församling i Malmöhus län, är en svensk jurist, justitieråd och tidigare ordförande i Högsta domstolen i Sverige. Han är adoptivson till Malmös siste borgmästare Thomas Munck af Rosenschöld. Han är utgivare av Sveriges rikes lag sedan 2011 års upplaga.

## Biografi
Munck studerade vid Lunds universitet och avlade filosofie kandidatexamen 1965 och juristexamen 1966. Efter examen tjänstgjorde han som tingsnotarie 1966–1969. Han blev sedan fiskal i hovrätten över Skåne och Blekinge, assessor där 1974 och hovrättsråd i Svea hovrätt 1984. Munck blev rättssakkunnig i Justitiedepartementet 1974, departementsråd där 1979, tillförordnad rättschef i Justitiedepartementet 1983 och ordinarie rättschef där 1984.
Munck utnämndes till justitieråd (domare i Högsta domstolen) 1987. Han blev avdelningsordförande i Högsta domstolen 2004 och var ordförande i Högsta domstolen från 1 februari 2007 till 2010..
Munck har vidare suttit med i en rad statliga utredningar, däribland 11 september-utredningen och utredningen av genetisk integritet inom vården. Han har skrivit flera publikationer i främst förvaltnings- och straffrätt samt har bland annat varit ordförande i Aktiemarknadsnämnden och disciplinnämnder med anknytning till aktiemarknaden. Munck är utgivare av lagboken (Sveriges Rikes Lag). Han har tidigare varit ordförande i bland annat Statens musiksamlingar, Granskningsnämnden för radio och TV samt Centrala etikprövningsnämnden.